# Altenhilfe

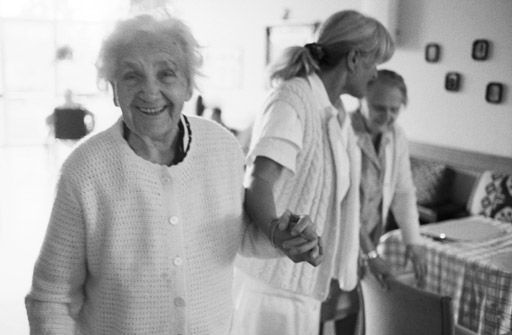
Eine Pflegerin holt Senioren von der Tagesstation eines Altenheims zur Behandlung ab

Altenhilfe bezeichnet das Hilfesystem, das – in einem weiten Begriffsverständnis – offene, ambulante, teilstationäre und stationäre Angebote beinhaltet.

## Begriffsbestimmung und -abgrenzung
Die Altenhilfe bezieht sich auf eine Vielzahl unterschiedlicher Strukturen, Leistungen und Angebote, die die Gestaltung und Bewältigung des Lebens im Alter fördern, begleiten und unterstützen sollen. Teilweise überschneiden sich der Begriff und die Tätigkeiten mit der Altenarbeit. Eine Unterscheidung zwischen Altenhilfe und Altenarbeit ist weder historisch noch rechtlich trennscharf vorzunehmen.
So wird Altenarbeit, die teils auch als Seniorenarbeit oder offene Altenhilfe bezeichnet wird, mit Handlungsfeldern verbunden, die hauptsächlich Angebote für alte Menschen ohne gravierende und anhaltende gesundheitliche Einschränkungen bereithalten. Demgegenüber werden dem Begriff der Altenhilfe die Bereiche der ambulanten, teilstationären sowie stationären Altenhilfe zugeordnet, die vorwiegend an gesundheitlich beeinträchtigte alte Menschen mit einem andauernden Hilfe- und Pflegebedarf ausgerichtet sind.
Mit Sozialer Altenarbeit ist das professionelle Handeln von Sozialarbeitern mit alten Menschen gemeint, die sich ebenfalls von der pflegerischen Versorgung von alten Menschen abgrenzt.

## Historische Entwicklung
Die Altenhilfe im Sinne eines Hilfesystems, das ausdrücklich alte Menschen adressiert, ist historisch noch jung. Die Unterstützungsbedarfe von alten Menschen wurden im Familienverbund aufgefangen. Weitere Hilfen erfolgten altersunspezifisch, insbesondere im Zusammenhang bzw. in Folge von Armut.
Aufgrund der industriellen Revolution kam die Soziale Frage auf, wie mit der Verelendung der Bevölkerung umgegangen werden sollte. Im 19. Jahrhundert entwickelte sich die Armenpflege in Deutschland organisatorisch weiter, dennoch wurden Armut und Altersversorgung nicht voneinander getrennt betrachtet. Als eigenständige Lebensphase wurde das Alter erst im Laufe des 19. Jahrhunderts betrachtet, als mehr Menschen ein höheres Lebensalter erreichten, so dass im Jahr 1889 eine staatliche Invaliditäts- und Altersversicherung eingeführt wurde. Die Armenhäuser wurden in ihrer bisherigen Form aufgelöst und es entstanden als Nachfolgeorganisationen für alte Menschen erstmals Altenheime.
Zu Beginn der 1930er Jahre lässt sich dann bereits eine Vielfalt von unterschiedlichen Einrichtungen der stationären Altenhilfe konstatieren, die sich insbesondere in Altenwohnheime für „rüstige Rentner“ und Altenpflegeheime für alte Menschen mit Pflegebedarf unterschieden.
Die wesentliche Entwicklungen der Altenhilfe in ihrer heutigen Form erfolgte letztendlich mit ihrer rechtlichen Verankerung in den 1960er Jahren. Ab dann lässt sich ein deutlicher Ausbau der Altenhilfe feststellen, der auch durch die sukzessive einsetzende Altenhilfeplanung  unterstützt wurde.
Im Zuge des demografischen Wandels wurden erstmals alte Menschen selbst zu Akteuren in der Altenpolitik in Deutschland, z. B. in Seniorenvertretungen und strategische Planungen notwendig. 1989 wurde der erste Altersbericht von der Bundesregierung in Auftrag gegeben, 1992 erstmals ein Bundesaltenplan erstellt sowie eine eigene Abteilung für Seniorenpolitik in einem Bundesministerium eingerichtet.
Mit dem Inkrafttreten der Pflegeversicherung (SGB XI) 1995 setzte sich die institutionelle Trennung zwischen Altenhilfe und Altenpflege fort.

## Rechtlicher Hintergrund in Deutschland
Die Leistungen und Angebote der Altenhilfe fußen auf verschiedenen Sozialgesetzbüchern, wie u. a. SGB V (Gesetzliche Krankenversicherung), SGB IX (Rehabilitation und Teilhabe von Menschen mit Behinderungen), SGB XI (Soziale Pflegeversicherung) und SGB XII (Sozialhilfe). Neben Bundesgesetzen sind für Altenpflegeeinrichtungen noch die Heimgesetze der Länder verpflichtend.
Mit der Einführung des Bundessozialhilfegesetzes (BSHG) im Jahr 1962 wurden im § 75 BSHG erstmals verschiedene Normen für die Altenhilfe festgelegt. Mit der Reform des Sozialhilferechts wurde das BSHG in das SGB XII überführt, so dass die Sozialleistungen der Altenhilfe seit 2005 im § 71 SGB XII geregelt sind:

„Alten Menschen soll [...] Altenhilfe gewährt werden. Die Altenhilfe soll dazu beitragen, Schwierigkeiten, die durch das Alter entstehen, zu verhüten, zu überwinden oder zu mildern und alten Menschen die Möglichkeit zu erhalten, selbstbestimmt am Leben in der Gemeinschaft teilzunehmen und ihre Fähigkeit zur Selbsthilfe zu stärken.“

Als Anspruchsvoraussetzung für die Altenhilfe reicht es somit nicht aus, einfach nur alt zu sein, sondern es müssen noch altersbedingte Schwierigkeiten hinzukommen. Diese Voraussetzung muss immer im Einzelfall festgestellt werden.
In Absatz 2 werden die Leistungen der Altenpflege genauer definiert. Diese umfassen folgende Leistungen:
1. Zur Betätigung und zum gesellschaftlichen Engagement
2. Bei der Beschaffung und zur Erhaltung einer Wohnung
3. Beratung und Unterstützung im Vor- und Umfeld von Pflege
4. Beratung und Unterstützung in allen Fragen der Inanspruchnahme altersgerechter Dienste
5. Leistungen zum Besuch von Veranstaltungen oder Einrichtungen, die der Geselligkeit, der Unterhaltung, der Bildung oder den kulturellen Bedürfnissen alter Menschen dienen
6. Leistungen, die alten Menschen die Verbindung mit nahe stehenden Personen ermöglichen.

Diese Leistungen sind jedoch nicht abschließend gemeint, sondern beispielhaft. Damit können auch Leistungen im Sinne der des § 71 finanziert werden, wenn sie dem grundsätzlichen Ziel der Altenhilfe entsprechen. Die Altenhilfe ist grundsätzlich nachrangig gegenüber anderen Leistungen der Sozialhilfe (SGB XII und SGB IX Teil 2). Es können jedoch zusätzlich Leistungen durch § 71 SGB XII gewährt werden, wenn sie aufgrund altersbedingter Schwierigkeiten ergänzend oder in besonderem Maße zu decken sind. Besteht bereits eine Behinderung oder ist ein Pflegegrad anerkannt, sind insoweit Eingliederungshilfe bzw. Hilfe zur Pflege vorrangig vor der Altenhilfe.
In einem Rechtsgutachten formuliert die Bundesarbeitsgemeinschaft der Seniorenorganisationen, dass sich aus dem § 71 nicht nur individuelle Ansprüche (z. B. Beratungs-, Dienst- und Geldleistungen) ableiten lassen, sondern auch die nötige strukturelle und institutionelle Grundlage für eine leistungsfähige Altenhilfe und Seniorenarbeit zur Verfügung gestellt werden sollte.

## Handlungsfelder
Klassischerweise wird zwischen offener, ambulante und (teil-)stationärer Altenhilfe unterschieden. In der Praxis sind die verschiedenen Typen oft nicht klar zu trennen. Aus fachlicher und wissenschaftlicher Perspektive wird eine integrative Versorgung und konzeptionelle Vernetzung unterstützt und umgesetzt.

### Offene Altenhilfe
Die offene Altenhilfe umfasst die Arbeit mit alten Menschen im Bildungs-, Kultur- und Sozialbereich, in dem vielfältige Angebote existieren, an denen Menschen sehr unterschiedlichen Alters teilhaben können. Die klassischen Angebote sind z. B. Begegnungsstätten, die sich auch zu Stadtteiltreffs als Orte der Kommunikation, Aktion und Beratung weiterentwickelt haben, die nach den Interessen und Bedarfen der alten Menschen die Angebote entwickeln. Die können sport- und gesundheitsorientierte Angebote, kultur- und bildungsbezogene Angebote sowie Informations-, Beratungs- und Vernetzungsangebote sein. In der Regel werden diese Institutionen von den Wohlfahrtsverbänden oder Kommunen betrieben.
Pflegestützpunkte wiederum sind örtliche Auskunfts- und Beratungsstellen für Menschen mit Pflegebedarf bzw. deren Angehörige, die von den Kranken- und Pflegekassen finanziert werden.
Offene Altershilfe kann auch Teil des Quartiersmanagement in einem Stadtteil oder einem Wohnviertel sein.

### Ambulante Altenhilfe
Die ambulante Altenhilfe besteht vor allem aus den Leistungen der ambulanten Pflegediensten bzw. von Sozialstationen. Dies umfasst z. B. häusliche Alten- und Krankenpflege wie Hilfen beim Waschen oder An- und Ausziehen oder Behandlungspflege wie Blutdruckmessen. Dazu zählen auch ergänzende Unterstützungsangebote für das Leben in der eigenen Wohnsituation, wie Hausnotrufe, Essen auf Rädern oder Hilfen bei der Haushaltsführung. Entsprechend der Hilfeleistung wird der ambulante Pflegedienst von der Krankenkasse, Pflegekasse oder dem Träger der Sozialhilfe bezahlt.

### Teilstationäre Altenhilfe
Die teilstationäre Altenhilfe richtet sich an Menschen, die noch zu Hause wohnen, bei denen aber die ambulante Versorgung und Begleitung zu bestimmten Zeiten (tagsüber oder nachts) nicht mehr ausreichend sichergestellt werden kann, z. B. weil Angehörige dann berufstätig sind. Die alten Menschen mit Hilfe- und Pflegebedarf erhalten einen Teil des Tages Unterstützung im Rahmen eines Aufenthalts in einer Institution außerhalb der eigenen Wohnung, in der sie etwa die Mahlzeiten einnehmen, Alltagsbeschäftigungen nachgehen und Freizeitangebote nutzen oder pflegerische Versorgung erhalten. Es gibt verschiedene Angebote der Tages- und Nachtpflege, die entweder als eigenständige Institution existieren oder zu einem ambulanten Pflegedienst oder einer stationären Altenpflegeeinrichtung zugehörig sind. Die teilstationäre Altenhilfe bildet damit das Zwischenglied zwischen häuslicher Pflege durch Angehörige (z. T. ergänzt durch ambulante Dienste) und einer vollstationären Heimversorgung.

### Stationäre Altenhilfe
Die stationäre Altenhilfe bezieht sich auf spezifische Wohneinrichtungen für alte Menschen mit Unterstützungs- und Pflegebedarf. Typischerweise wird immer noch zwischen Altenwohnheimen und Altenpflegeheimen unterschieden, wenngleich dies an Bedeutung verliert. In Altenwohnheimen wird Unterkunft in separaten Wohnungen bzw. Appartements, auf Wunsch auch Verpflegung und Betreuung angeboten, wenn noch ein eigener Hausstand geführt werden kann. Alte Menschen, die wegen Krankheit oder Behinderung pflegebedürftig sind, erhalten in Altenpflegeheimen rund um die Uhr Unterkunft, Verpflegung, Betreuung und Pflege. Voraussetzung ist die Zuerkennung eines Pflegegrades durch den Medizinischen Dienst der Krankenkassen.

### Alterswohnen
Darüber hinaus sind verschiedene Formen des Alterswohnens zu nennen, die sich sowohl auf alte Menschen mit als auch auf jene ohne akuten Unterstützungs- und Pflegebedarf richten. Dazu zählen etwa Angebote des Betreuten Wohnens sowie ferner Wohnprojekte, Wohngemeinschaften und Mehrgenerationenhäuser, die teilweise auch aus privaten Initiativen entstehen.

### Geriatrische und weitere Angebote
Im weiteren Sinne werden auch Geriatrie, Gerontopsychiatrie und Einrichtungen der Palliativversorgung (z. B. ambulante Hospizdienste, stationäre Hospizeinrichtungen) zur Altenhilfe zugeordnet.

## Leistungserbringer und Träger
Die Angebote der Altenhilfe werden von verschiedenen Organisationen und freien Trägern erbracht. Neben den öffentlichen Trägern und gemeinnützigen Trägern der Freien Wohlfahrtspflege, übernehmen auch private Unternehmen diese Leistungen. Dabei sind sowohl Ehrenamtliche als auch professionell ausgebildete Fachkräfte tätig.

## Altenhilfeplanung
Altenhilfeplanung ist ein Teil der allgemeinen Sozialplanung, der die Versorgungsstruktur für ältere Menschen organisiert. Das Ziel ist eine Infrastruktur an sozialen Diensten und Einrichtungen zu entwickeln, die sich an den Bedürfnissen der Menschen orientiert. Die Planungen wirken darauf hin, dass möglichst viele Lebensbereiche altengerecht gestaltet werden, z. B. Gesundheitsversorgung, Pflege, Wohnen, Freizeit und Kommunikation. Dies soll auch die Teilhabe und Selbstständigkeit im Alter möglich lange gewährleisten.
Im Gegensatz zur Jugendhilfeplanung ist die Altenhilfeplanung eine freiwillige Leistung.
Von 1962 bis 2004 war die gesetzliche Grundlage der §75 BSHG. Die Bedarfe wurden anhand von Versorgungsquoten und demographischen Daten erhoben, wodurch die „klassischen“ Einrichtungen entstanden sind: Sozialstationen, Tagesstätten, Altenheime und Pflegeheime. In den 1990er Jahren vollzog sich die Trennung der Bereiche Altenhilfe und Altenpflege weiter. Die Bundesländer waren nun dafür zuständig, eine ausreichende Versorgung für ältere Menschen zu etablieren, was sich jedoch auf die Planung von Pflegeplätzen konzentrierte. Die Planung von verschiedenen Angeboten ohne Pflegebedürftigkeit wurde vernachlässigt. Daher besteht ein Spannungsverhältnis zwischen der kommunalen Altenhilfeplanung und der Pflegeplatzplanung auf Länderebene. Fachleute kritisieren, dass z. B. stationäre Einrichtungen in einer Kommune geplant und betrieben werden können, auch wenn es den pflegerischen Bedarfen und Vorstellungen von älteren Menschen und Kommunen nicht entspricht. Um diesem Problem abzuhelfen, wurden in Nordrhein-Westfalen Gesetze verabschiedet. 1 Dort ist geregelt, dass die Investitionskosten für stationäre Einrichtungen nur dann refinanziert werden, wenn in der Kommune zuvor eine kommunale Bedarfsplanung durchgeführt wurde und der Bedarf bestätigt wurde.
Der siebte Altenbericht der Bundesregierung von 2016 formulierte Handlungsempfehlungen für die vielfältigen Lebenslagen älterer Menschen und ein möglichst selbstbestimmtes Leben. Vor diesem Hintergrund wurde Wert auf die Verknüpfung der verschiedenen Bereiche gelegt, insb. Wohnen, Pflege und Teilhabe im Lebensumfeld, das durch ein kommunales Netzwerk erreicht werden soll. Die Altenhilfeplanung hat demnach die Funktion, die Nachbarschaften, die Vereine, Initiativen und Formen der Selbstorganisation auf lokaler Ebene im Planungsprozess zu koordinieren.